# IC 1610
IC 1610 ist eine Linsenförmige Galaxie vom Hubble-Typ S0/a im Sternbild Cetus südlich des Himmelsäquators. Sie ist schätzungsweise 242 Millionen Lichtjahre von der Milchstraße entfernt und hat einen Durchmesser von etwa 105.000 Lichtjahren. 
Die Typ-Ia-Supernova SN 2000dr wurde hier beobachtet.
Das Objekt wurde am 13. Dezember 1895 von Lewis Swift entdeckt.